# مونت أوليف (كارولاينا الشمالية)
مونت أوليف (بالإنجليزية: Mount Olive, North Carolina)‏ هي بلدة أمريكية تقع في الولايات المتحدة في كارولاينا الشمالية. يقدر عدد سكانها بـ 4,589 نسمة ومساحتها 6.5 كم2 ووترتفع عن سطح البحر 48 متر.

## التركيبة السكانية
حدّد مكتب تعداد الولايات المتحدة بيانات التركيبة السكانية لمونت أوليف في تعداد الولايات المتحدة. في ما يلي، التركيبة السكانية حسب تعدادي 2000 و2010.

### تعداد عام 2000
بلغ عدد سكان مونت أوليف 4,567 نسمة بحسب تعداد عام 2000، وبلغ عدد الأسر 1,770 أسرة وعدد العائلات 1,125 عائلة مقيمة في البلدة. في حين سجلت الكثافة السكانية 642.3 نسمة لكل كيلومتر مربع (1,663.5/ميل2). وبلغ عدد الوحدات السكنية 2,012 وحدة بمتوسط كثافة قدره 283 لكل كيلومتر مربع (733.0/ميل2).
وتوزع التركيب العرقي للبلدة بنسبة 42.98% من البيض و54.30% من الأمريكيين الأفارقة و0.15% من الأمريكيين الأصليين و0.15% من الأمريكيين ذوي الأصول الآسيوية و0.11% من سكان جزر المحيط الهادئ و1.34% من الأعراق الأخرى و0.96% من عرقين مختلطين أو أكثر و3.17% من الهسبانيون أو اللاتينيون من أي عرق.
بلغ عدد الأسر 1,770 أسرة كانت نسبة 31.5% منها لديها أطفال تحت سن الثامنة عشر تعيش معهم، وبلغت نسبة الأزواج القاطنين مع بعضهم البعض 36.8% من أصل المجموع الكلي للأسر، ونسبة 22.9% من الأسر كان لديها معيلات من الإناث دون وجود شريك،  بينما كانت نسبة 3.8% من الأسر لديها معيلون من الذكور دون وجود شريكة وكانت نسبة 36.4% من غير العائلات. تألفت نسبة 32.3% من أصل جميع الأسر من عدة أفراد يعيشون في نفس المنزل ونسبة 15.8% كانت تتألف من شخص يعيش بمفرده يبلغ من العمر 65 عاماً أو أكثر. وبلغ متوسط حجم الأسرة المعيشية 2.38، أما متوسط حجم العائلات فبلغ 3.01.
بلغ العمر الوسطي للسكان 37.5 عاماً. وكانت نسبة 22.9% من القاطنين تحت سن الثامنة عشر، وكانت نسبة 9.4% بين الثامنة عشر والرابعة والعشرين عاماً، ونسبة 22.6% كانت واقعةً في الفئة العمرية ما بين الخامسة والعشرين والرابعة والأربعين عاماً، ونسبة 20.9% كانت ما بين الخامسة والأربعين والرابعة والستين، ونسبة 16.4% كانت ضمن فئة الخامسة والستين عاماً فما فوق. يوجد لكل 100 أنثى 78.9 ذكر، ويوجد لكل 100 أنثى في الثامنة عشر من عمرها فما فوق 72.7 ذكر.
بلغ متوسط دخل الأسرة في البلدة 23,984 دولارًا، أما متوسط دخل العائلة فبلغ 31,176 دولارًا. وكان متوسط دخل الذكور 26,814 دولارًا مقابل 19,224 دولارًا للإناث. وسجل دخل الفرد الخاص بالبلدة 12,184 دولارًا. وكانت نسبة 16.4% من العائلات ونسبة 22.8% من السكان تحت خط الفقر، وكان من هؤلاء نسبة 29.6% تحت سن الثامنة عشر ونسبة 21.6% في الخامسة والستين من العمر وما فوق.

### تعداد عام 2010
بلغ عدد سكان مونت أوليف 4,589 نسمة بحسب تعداد عام 2010، وبلغ عدد الأسر 1,818 أسرة وعدد العائلات 1,005 عائلة مقيمة في البلدة. في حين سجلت الكثافة السكانية 645.4 نسمة لكل كيلومتر مربع (1,671.6/ميل2). وبلغ عدد الوحدات السكنية 2,119 وحدة بمتوسط كثافة قدره 298 لكل كيلومتر مربع (771.8/ميل2).
وتوزع التركيب العرقي للبلدة بنسبة 40.44% من البيض و50.49% من الأمريكيين الأفارقة و0.81% من الأمريكيين الأصليين و0.44% من الأمريكيين ذوي الأصول الآسيوية و0.02% من سكان جزر المحيط الهادئ و6.10% من الأعراق الأخرى و1.70% من عرقين مختلطين أو أكثر و9.22% من الهسبانيون أو اللاتينيون من أي عرق.
بلغ عدد الأسر 1,818 أسرة كانت نسبة 27.8% منها لديها أطفال تحت سن الثامنة عشر تعيش معهم، وبلغت نسبة الأزواج القاطنين مع بعضهم البعض 28.8% من أصل المجموع الكلي للأسر، ونسبة 21.6% من الأسر كان لديها معيلات من الإناث دون وجود شريك،  بينما كانت نسبة 5% من الأسر لديها معيلون من الذكور دون وجود شريكة وكانت نسبة 44.7% من غير العائلات. تألفت نسبة 39.1% من أصل جميع الأسر من عدة أفراد يعيشون في نفس المنزل ونسبة 19.6% كانت تتألف من شخص يعيش بمفرده يبلغ من العمر 65 عاماً أو أكثر. وبلغ متوسط حجم الأسرة المعيشية 2.25، أما متوسط حجم العائلات فبلغ 3.03.
بلغ العمر الوسطي للسكان 36.5 عاماً. وكانت نسبة 20.7% من القاطنين تحت سن الثامنة عشر، وكانت نسبة 16.8% بين الثامنة عشر والرابعة والعشرين عاماً، ونسبة 20.2% كانت واقعةً في الفئة العمرية ما بين الخامسة والعشرين والرابعة والأربعين عاماً، ونسبة 23.1% كانت ما بين الخامسة والأربعين والرابعة والستين، ونسبة 19.1% كانت ضمن فئة الخامسة والستين عاماً فما فوق. وتوزع التركيب الجنسي للسكان بنسبة 44.8% ذكور و55.2% إناث.

## أعلام
- غريغ وارن
- بوب بويد